# Schwarzwälder Trachtenmuseum

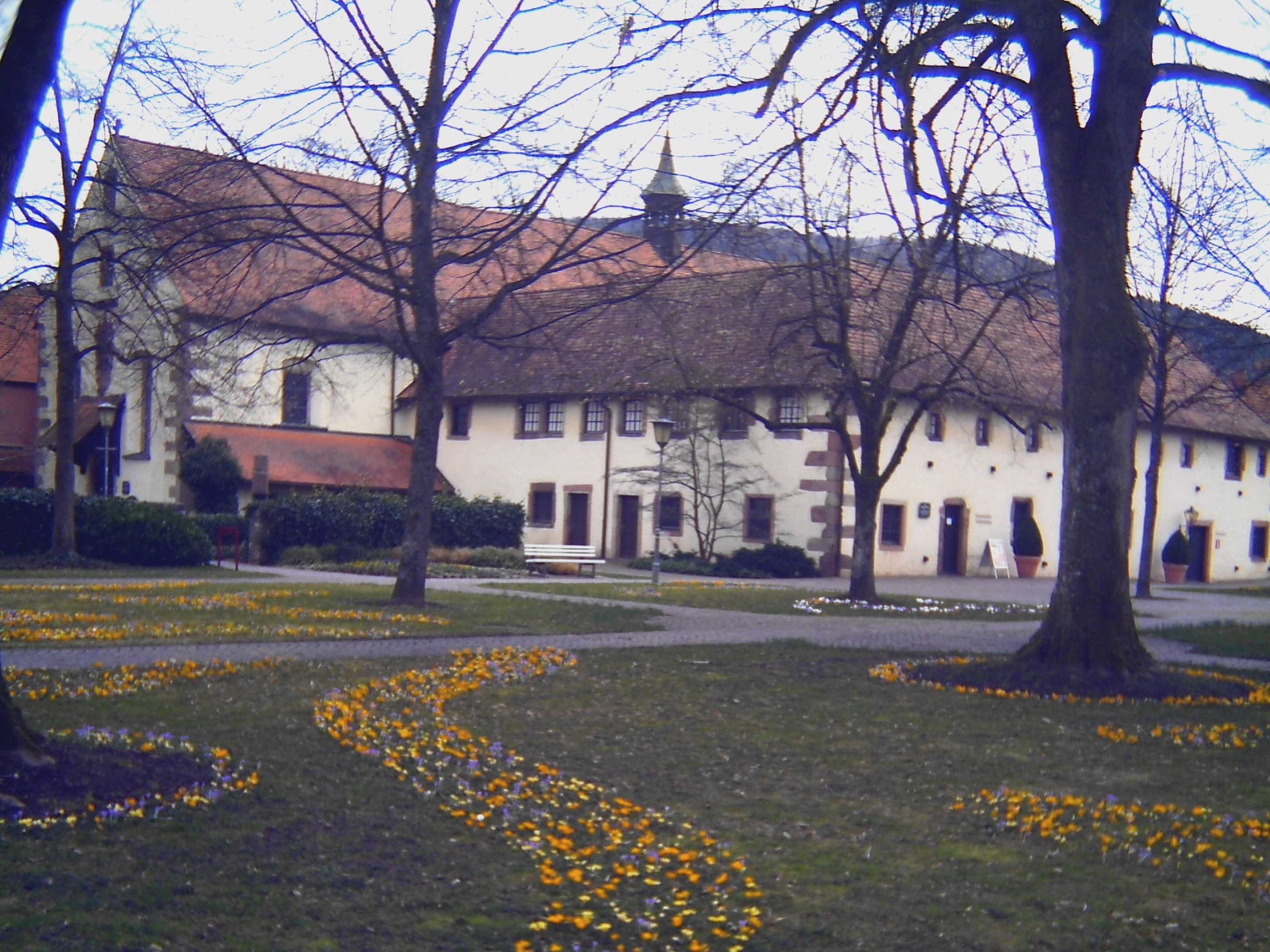
Kapuzinerkloster Haslach, Standort des Museums

Das Schwarzwälder Trachtenmuseum ist ein Museum im Konventgebäude des ehemaligen Kapuzinerklosters Haslach in Haslach im Kinzigtal im baden-württembergischen Ortenaukreis.

## Geschichte
Eröffnet wurde das Museum im Jahr 1980 in den renovierten Gebäuden des Klosters. Im Museum kann man die Geschichte und die zeitliche Entwicklung der Volkstrachten im Schwarzwald und seiner Randgebiete nachvollziehen.
Es entwickelte sich im Schwarzwald eine Vielzahl von Trachten für Bauern, sowie für die Bürger in den Städten. Der Schwarzwald gehört damit zu den wichtigsten Gegenden in Deutschland mit Trachtentradition. Die Trachten wurden im 18. und 19. Jahrhundert getragen. Im 20. Jahrhundert wurde modische und praktische Kleidung bevorzugt. Die Tradition wird durch Trachtenvereine bei regionalen Festen wach gehalten.

## Ausstellungsgegenstände

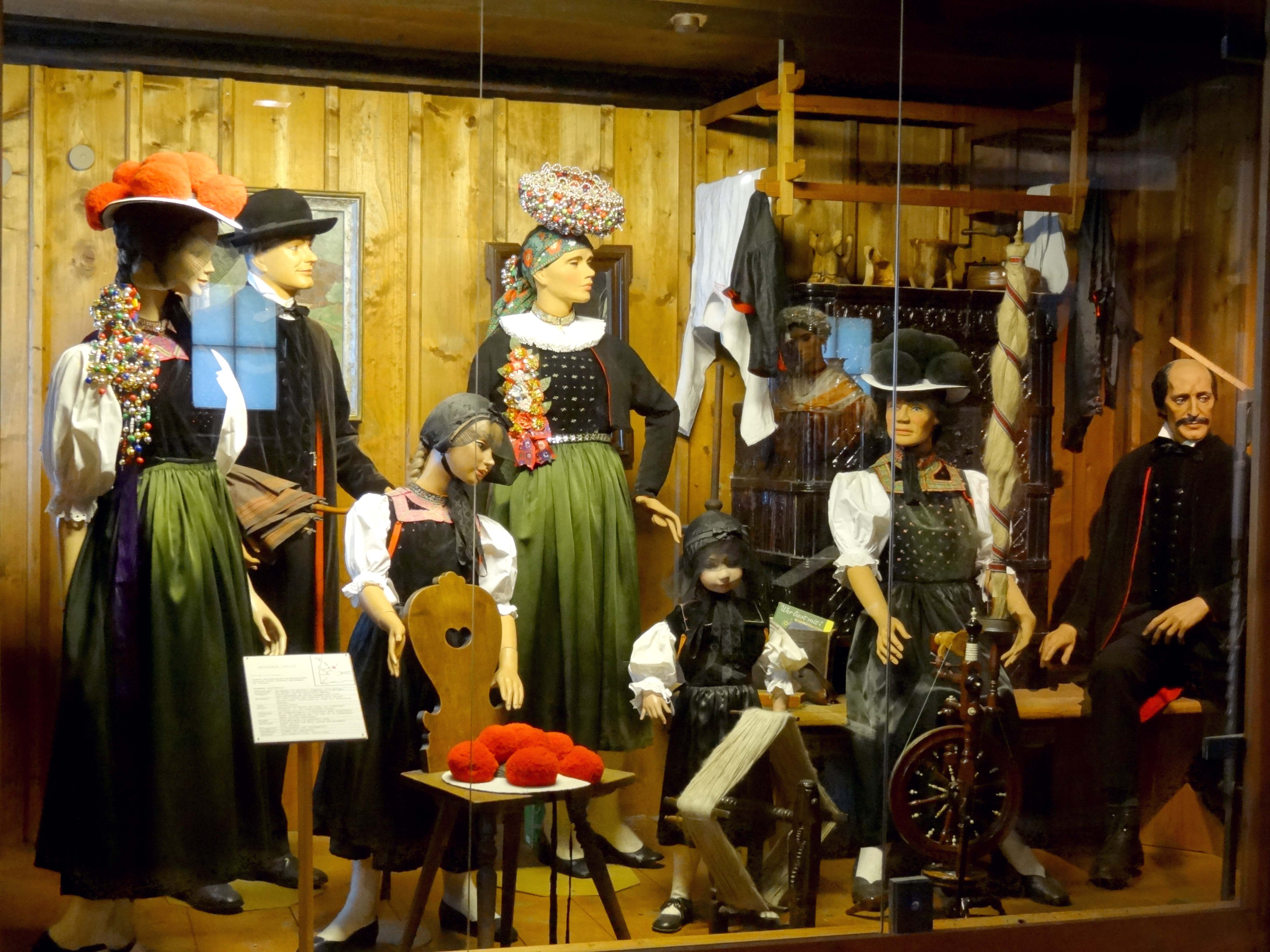
Schwarzwälder Trachtenmuseum, Gutacher Tracht

Das Museum beherbergt die wichtigsten Originaltrachten aus den Gebieten:
- Mittlerer Schwarzwald
- Südschwarzwald
- Nordschwarzwald (Vorbergzone)
- Schwarzwald-Randgebiete
- Ried
- Breisgau
- Markgräflerland

Gezeigt werden über 100 Trachtenfiguren in Originalgröße mit Details von Festtagen und aus dem Arbeitsalltag.

## Themenabteilungen
- Hauben und Hüte, z. B. Bollenhut
- Brautkronen („Schäppel“)
- Bürgerliche Kleidung
- Werktagskleidung

## Sonstiges
Sehenswert ist alleine schon das Kapuzinerkloster Haslach aus der Zeit des Dreißigjährigen Krieges, in dem das Trachtenmuseum untergebracht ist.